# قواعد لاهاي-فيسبي
قواعد لاهاي–فيسبي هي مجموعة من القواعد الدولية المنظمة لنقل البضائع بحرًا. وتُعد نسخة مُعدَّلة بشكل طفيف من قواعد لاهاي الأصلية التي وُضعت في بروكسل عام 1924.
تعتمد قواعد لاهاي–فيسبي (وكذلك القانون العام الإنجليزي الذي استُمدت منه) على فرضية أنّ الناقل البحري يتمتع غالبًا بقوة تفاوضية أكبر من الشاحن، ولذا يجب على القانون أن يفرض حدًا أدنى من الالتزامات على الناقل لحماية مصالح الشاحن أو مالك البضاعة. ومع ذلك، فإن قواعد لاهاي ولاهاي–فيسبي لم تكن في واقع الأمر ميثاقًا لحماية أصحاب البضائع، إذ كان القانون العام الإنجليزي قبل عام 1924 يمنحهم حمايةً أكبر ويفرض مسؤوليات أوسع على "الناقلين العموميين".
الاسم الرسمي لقواعد لاهاي هو: الاتفاقية الدولية لتوحيد بعض قواعد القانون المتعلقة بسندات الشحن. وبعد تعديلها بـ"برتوكول بروكسل" عام 1968، أصبحت تُعرف شعبيًا باسم "قواعد لاهاي–فيسبي".
أُجري آخر تعديل عليها في برتوكول حقوق السحب الخاصة SDR عام 1979. ومع ذلك، امتنعت العديد من الدول عن تبنّي قواعد لاهاي–فيسبي، واحتفظت بالقواعد الأصلية لعام 1924، بينما قامت دول أخرى بتبنّي نسخة لاهاي–فيسبي دون اعتماد بروتوكول 1979.

## التشريع التنفيذي
إدمجت قواعد لاهاي–فيسبي في القانون الإنجليزي من خلال قانون نقل البضائع بحرًا لسنة 1971. ويجب على المحامين الإنجليز الانتباه لنص القانون إلى جانب نص القواعد. فعلى سبيل المثال، رغم أنّ المادة الأولى (ج) من القواعد تستثني الحيوانات الحية والبضائع المحمولة على سطح السفينة، إلا أن الفقرة 1(7) من القانون تُعيد إدخالها ضمن فئة "البضائع". كذلك، ورغم أن المادة الثالثة (4) تنص على أن سند الشحن يُعد "دليلًا أوليًا" فقط على استلام البضائع من الناقل، فإن قانون 1992 يجعل سند الشحن "دليلًا قاطعًا" على الاستلام.
تنص المادة العاشرة من القواعد على أنها تُطبق في الحالات التالية:
- إذا صدر سند الشحن في دولة متعاقدة، أو
- إذا بدأت الرحلة من ميناء في دولة متعاقدة، أو
- إذا نص العقد على خضوعه لهذه القواعد.

وفي حال انطباق القواعد، فإنها تُدرج كاملة ضمن عقد النقل، وأي محاولة لاستبعادها تكون لاغية بموجب المادة الثالثة (8).

## التزامات الناقل
تنص القواعد على أن واجب الناقل الرئيسي هو "تحميل ومناولة ورصّ ونقل وحفظ ورعاية وتفريغ البضائع بشكل سليم وحذر"، كما يجب عليه "بذل العناية اللازمة لجعل السفينة صالحة للإبحار"، و"تجهيزها وتزويدها بالطاقم والمعدات". ويُفترض – وفقًا للقانون العام – أن الناقل يجب ألا ينحرف عن المسار المتفق عليه أو المسار المعتاد، غير أن المادة الرابعة (4) تُجيز "أي انحراف بهدف إنقاذ حياة أو ممتلكات في البحر أو أي انحراف معقول" دون أن يُعد ذلك خرقًا للقواعد. ولا تُلزم القواعد الناقلين بمسؤوليات صارمة، بل فقط بمستوى معقول من المهنية والرعاية. كما تمنحهم المادة الرابعة نطاقًا واسعًا من الإعفاءات من المسؤولية، مثل الضرر الناتج عن: الحريق، أو أخطار البحر، أو القوة القاهرة، أو الحرب. وتنص مادة مثيرة للجدل على إعفاء الناقل من المسؤولية عن "إهمال أو خطأ الربّان في الملاحة أو إدارة السفينة"، وهو ما يُعتبر غير عادل للشاحن. ولهذا السبب، رفضت قواعد هامبورغ 1978 وقواعد روتردام (التي لم تدخل حيّز التنفيذ بعد) هذا الإعفاء.
كذلك، بينما تفرض قواعد لاهاي–فيسبي على الناقل أن يوفّر صلاحيّة الملاحة فقط "قبل الرحلة وعند بدايتها"، فإن قواعد روتردام تُلزمه بالحفاظ على صلاحية الملاحة طوال الرحلة، ضمن حدود معقولة تأخذ في الاعتبار ظروف البحر.

## التزامات الشاحن
على النقيض، فإن التزامات الشاحن أقل عددًا، ومعظمها ضمنيّ، وتشمل:
1. دفع الأجرة.
2. تغليف البضائع بشكل مناسب.
3. وصف البضائع بصدق ودقة.
4. عدم شحن بضائع خطرة إلا بموافقة الطرفين.
5. تجهيز البضائع للشحن في الوقت المحدد (ما يُعرف بـ"إشعار الاستعداد للتحميل").

ولا تُعتبر أيّ من هذه الالتزامات مُلزمة بموجب قواعد لاهاي–فيسبي، بل تُنفّذ عبر الدعاوى التعاقدية العادية.

## الانتقادات
ورغم أن القواعد لا تتعدى عشرة مواد فقط، مما يمنحها ميزة الإيجاز، إلا أنها تعاني من عدة عيوب. فعندما جرى تحديث قواعد 1924 بعد 44 عامًا، لم تضف سوى تعديل طفيف، وظلت تغطّي النقل البحري فقط دون مراعاة للنقل متعدد الوسائط، كما تجاهلت ثورة الحاويات التي بدأت في خمسينات القرن العشرين. ورأت الأونكتاد أن هذه القواعد أضعفت في الواقع الحماية التي كان يمنحها القانون العام الإنجليزي سابقًا لأصحاب البضائع، واقترحت بديلًا أكثر حداثة هو قواعد هامبورغ (1978)، التي اعتُمِدت من قِبل كثير من الدول النامية، بينما تجاهلتها الدول المالكة للسفن. أما قواعد روتردام الحديثة، والتي تحتوي على حوالي 96 مادة، فتوفر نطاقًا أوسع وتغطّي النقل متعدد الوسائط، لكنها لا تزال بعيدة عن التطبيق العام.